# Machaerota ensifera
Machaerota ensifera is een halfvleugelig insect uit de familie Machaerotidae. De wetenschappelijke naam van deze soort is voor het eerst geldig gepubliceerd in 1835 door Burmeister.